# Grace of My Heart
Grace of My Heart es una película de 1996 escrita y dirigida por Allison Anders, ambientada en la escena de la música pop de finales de los '50, comenzando por la era Brill Building de Nueva York, pasando por sonido de California a principios de los '60 y finalizando en Martha's Vineyard durante los años 1970.
La historia, que cuenta la vida privada y la trayectoria de Edna Buxton (interpretada por Illeana Douglas), tiene un enorme parentesco con la de la cantante y compositora Carole King, con algunas características de Carly Simon y Judy Collins. La música de la película incluye una variedad de artistas como Burt Bacharach, Elvis Costello, Joni Mitchell y Jill Sobule, imitando el estilo musical que surgió en el Brill Building, la legendaria cuna de grupos de música de Nueva York, donde se vivió el auge de grupos femeninos y conjuntos "prefabricados" como The Monkees.

## Argumento
Edna Buxton (Douglas) es heredera de una prominente familia de Chestnut Hill en Filadelfia que desea ser cantante y entra en un concurso local de talentos. Edna quiere usar un sencillo vestido negro ajustado, pero su madre (Christina Pickles) la obliga a utilizar un elegante vestido de diseñador.
Edna y su familia asisten a la competición, listos para cantar "You'll Never Walk Alone", la filosofía de Edna es que las canciones personales son buenas, pero nunca ganan competiciones. En los vestuarios, conoce a una cantante de blues llamada Doris Shelley, quien convence a Edna de participar con el corazón. Después de descartar "You'll Never Walk Alone" y decidirse en el último minuto por "Hey There" de Rosemary Clooney, gana el concurso y como premio, es enviada a Nueva York a grabar un demo.
El "premio" termina siendo una farsa, pero Edna usa su propio dinero para grabar un demo de su primera canción, "In Another World". Después de un año tratando de vender su música por su propia cuenta, consigue una audición con un productor de discos (Richard Schiff) que tiene un amigo productor, Joel Milner (John Turturro), quien podría estar interesado en su trabajo. Milner escucha el demo y le gusta, pero piensa que nadie va a comprar algo cantado por una chica, especialmente escrito por una chica, pero se transforma en su representante y le da el nombre artístico de "Denise Waverly".

## Reparto
- Illeana Douglas .... Denise Waverly / Edna Buxton
- Matt Dillon .... Jay Phillips
- Eric Stoltz .... Howard Cazsatt
- John Turturro .... Joel Millner
- Christina Pickles .... Mrs. Buxton
- Jennifer Leigh Warren .... Doris Shelley
- Richard Schiff .... Audition Record Producer
- Natalie Venetia Belcon .... Betty
- Kathy Barbour .... Sha Sha
- Drena De Niro .... Recepcionista
- Chris Isaak .... Matthew Lewis
- Bridget Fonda .... Kelly Porter
- Peter Fonda .... Guru Dave (voz)

### Créditos adicionales
Martin Scorsese fue acreditado como productor ejecutivo de la cinta, y la co-montadora fue Thelma Schoonmaker, ganadora del premio Óscar por su trabajo con Scorsese en Toro salvaje, El aviador y The Departed.

## Lugar en la historia del cine
La película fue lanzada en otoño de 1996, antes de la ganadora del Óscar y debut como director de Tom Hanks: That Thing You Do!, la cual por otro lado se centra en la escena musical pop de mediados de la década de 1960 y cuenta con canciones retro originales en su banda sonora. 
Grace of My Heart fue la cuarta película de Anders, después de Border Radio (1987), Gas Food Lodging (1992) y Mi Vida Loca (1993).